# Японский рис

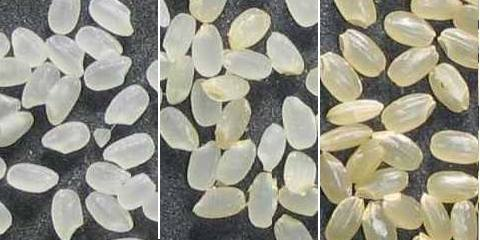
От белого риса к коричневому

Японский рис — название риса, который выращивают и потребляют в Японии. Речь идёт о разновидностях сорта «японика» с короткими зёрнами. Существуют два вида японского риса — обычный (粳米) и клейкий.

## Общие сведения
Японский рис является основой национальной диеты. Из него делают моти (из клейкого) и сакэ. Правительство поддерживает потребление населением отечественного риса, устанавливая высокие цены на привозной, например, из Китая, Австралии и США. Однако эти же цены приводят к переориентации некоторых потребителей именно на иностранный рис. За границей японский рис иногда называют рисом для суши, которые действительно изготавливаются в первую очередь из него в Японии.

## Возделывание
Возделывание японского риса характеризуется высокой механизацией, высокой интенсивностью и нехваткой обрабатываемых земель. Рисовые террасы покрывают многие холмы и горы в сельской местности.
Рис выращивают по всей Японии, а некоторые его сорта — и за рубежом, например, в США. На северном острове Хоккайдо с его более холодным климатом используют особые сорта.